# 八代健三郎
八代 健三郎（やつしろ けんざぶろう、1920年2月25日- 2019年2月16日 ）は、日本の経営者。東海染工社長、名城大学理事長を務めた。

## 来歴・人物
大阪府出身。1941年に神戸商科大学（現神戸大学）を卒業し、同年に住友本社に入社した。1946年9月に東海染工常務に就任し、専務を経て、1951年10月に社長に就任した。1985年11月に会長に就任し、1988年11月から1990年11月までに社長を兼任し、1998年6月から名誉会長を務めた。
1980年4月に藍綬褒章を受章し、1990年4月に勲三等瑞宝章を受章。
2019年2月16日、死去。98歳没。